# Epigraf (literatură)

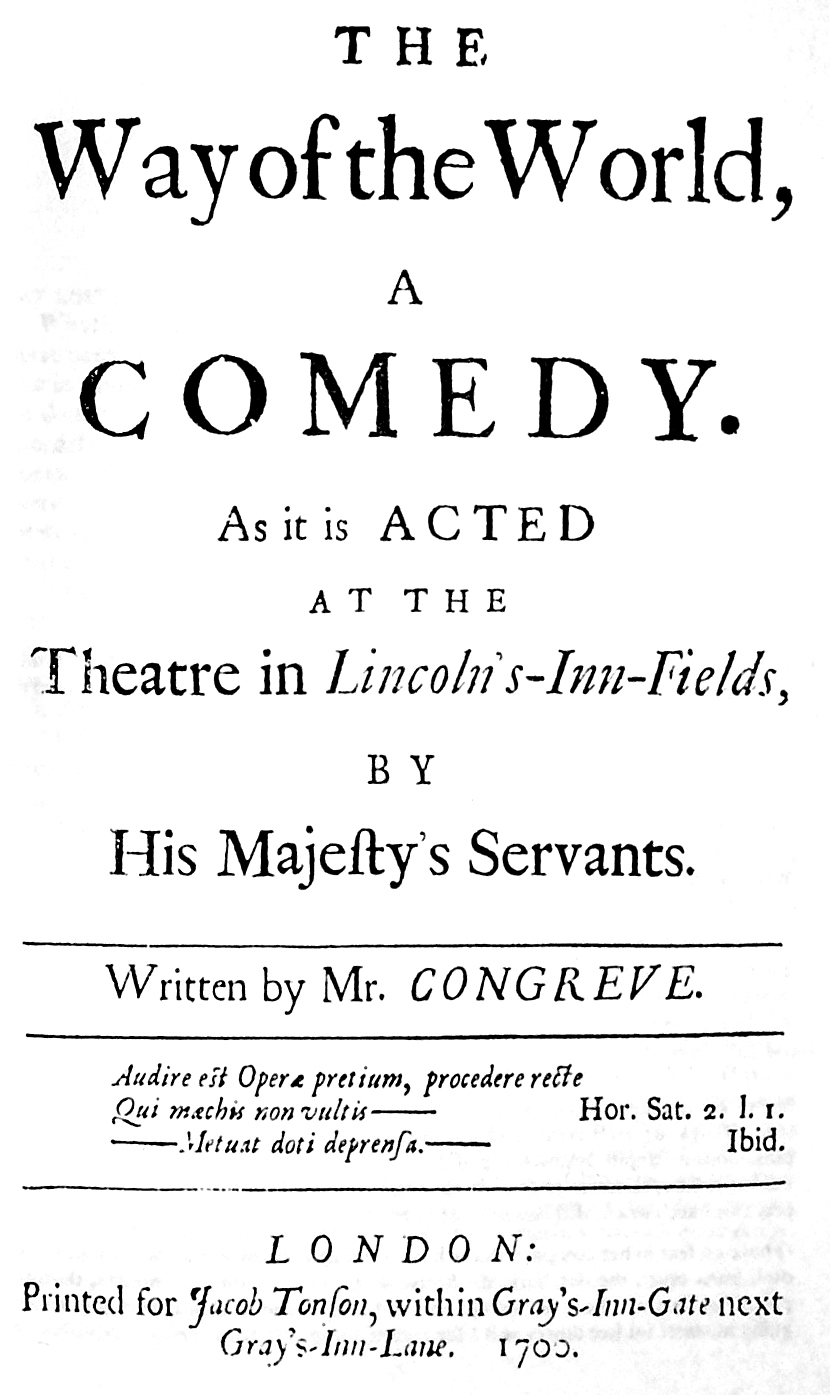
Facsimil al paginii de titlu originale a cărții The Way of the World de William Congreve, publicate în 1700, al cărei epigraf din Satirele lui Horațiu poate fi văzut în partea de jos.

În literatură, un epigraf este o expresie, un citat sau un poem, care este pus la începutul unei opere literare (carte, piesă de teatru, poezie) sau al unui capitol. Epigraful poate servi ca o prefață, ca un rezumat, ca un contraexemplu sau poate face o legătură între opera literară și un canon literar mai mare, având rolul de a indica în mod concis ideea artistică a lucrării sau a prezenta contextul sau spiritul în care a fost scrisă opera.
Într-o carte, ea face parte din prima secțiune aflată înaintea textului principal.

## Exemple
- Lungul citat din Infernul lui Dante, care prefațează „The Love Song of J. Alfred Prufrock” de T. S. Eliot este o parte a unui discurs rostit de unul dintre damnați în infernul lui Dante. Legătura acestuia cu monologul care formează poemul lui Eliot adaugă un comentariu și o dimensiune nouă mărturisirii lui Prufrock. Epigraful la Gerontion de Eliot este un citat din piesa Măsură pentru măsură a lui Shakespeare. „The Hollow Men” a lui Eliot folosește citatul „Mistah Kurtz, he dead” din nuvela Heart of Darkness de Joseph Conrad ca unul dintre cele două epigrafe.
- Epigraful romanului utopic Altneuland al lui Theodore Herzl este „Dacă vreți, nu va fi un vis...”, care a devenit un slogan al mișcării sioniste.
- Epigraful romanului Frații Karamazov al lui Feodor Dostoievski este pasajul biblic Ioan 12:24: „Adevărat, adevărat zic vouă că dacă grăuntele de grâu, când cade în pământ, nu va muri, rămâne singur; iar dacă va muri, aduce multă roadă.”
- Epigrafele la preambulul cărții La Vie mode d'emploi de Georges Perec și a cărții ca întreg avertizează cititorul cu privire la existența unor farse și că nimic nu va fi ceea ce pare.
- Jack London a folosit prima strofă a poemului „Atavism” de John Myers O'Hara ca epigraf la romanul Chemarea străbunilor.

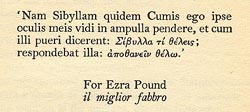
Epigraf și dedicație, Țara pierdută

- Ca epigraf la Fiesta (Soarele răsare, soarele apune), Ernest Hemingway a pus un citat a lui Gertrude Stein: „Sunteți o generație pierdută!”
- Epigraful de E. L. Doctorow's Ragtime citate Scott Joplinmodelului instrucțiuni pentru cei care joacă muzica lui, "nu te juca această piesă de repede. Niciodată nu este dreptul de a juca Ragtime repede."
- Un citat din opera lui Samuel Johnson este folosit ca epigraf în romanul Spaime și scârbe în Las Vegas al lui Hunter S. Thompson: „He who makes a beast of himself gets rid of the pain of being a man.”
- Stephen King folosește multe epigrafe în scrierile sale, de obicei, pentru a marca începutul unei alte secțiuni a romanului. Un exemplu neobișnuit este Apocalipsa în care el folosește versurile unei anumite melodii pentru a exprima metafora folosită într-o anumită parte.

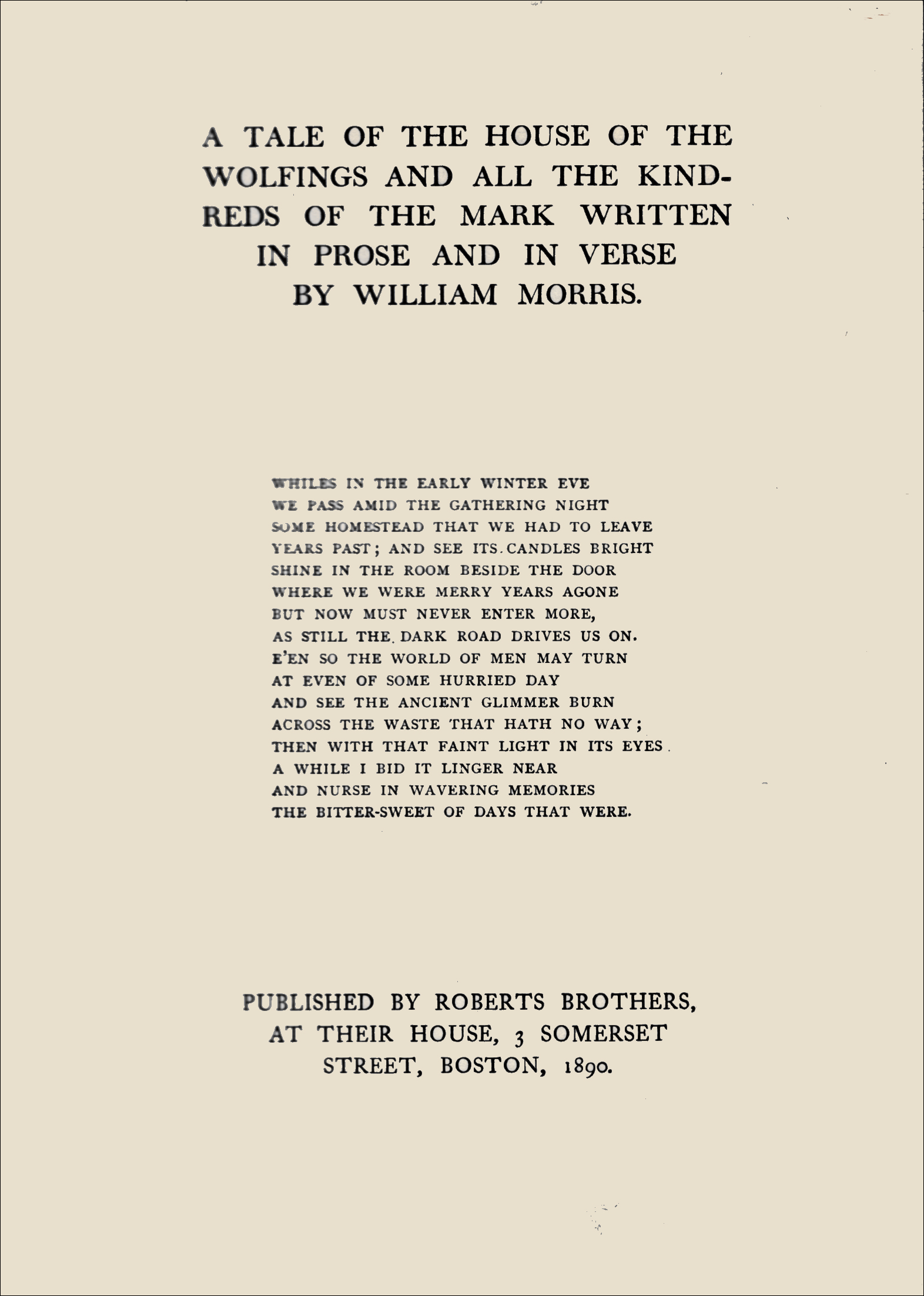
Epigraf constând dintr-un fragment chiar din carte, The House of the Wolfings de William Morris

- Ca epigraf la The Sum of All Fears, Tom Clancy[4] îl citează pe Winston Churchill în contextul războiului termonuclear:

„Adună-i laolaltă pe marinarul cel mai viteaz, aviatorul cel mai temerar și soldatul cel mai cutezător - și ce obții? Chintesența temerilor lor.”
- Romanele lui J. K. Rowling încep frecvent cu epigrafe referitoare la temele tratate; Harry Potter și Talismanele Morții conține un citat din tragedia Purtătoarele de prinoase a lui Eschil.

### Citate fictive
Unii autori folosesc citate fictive despre care pretind a avea legături cu opera lor ficțională.
Printre exemple se numără:
- Romanul Sub aceeași stea de John Green are un citat dintr-un roman fictiv, An Imperial Affliction, care devine proeminent ca o parte din poveste.
- Romanul Marele Gatsby de F. Scott Fitzgerald începe cu un poem intitulat „Then Wear the Gold Hat”, presupus a fi scris de Thomas Parke D'Invilliers. D'Invilliers este un personaj din primul roman al lui Fitzgerald, Dincoace de Paradis. Acest clișeu este parodiat de Diana Wynne Jones în The Tough Guide to Fantasyland.
- O poezie de la începutul romanului Stăpânul inelelor de J.R.R. Tolkien descrie Inelele Puterii, element central al trilogiei.
- Unele lucrări științifico-fantastice cum ar fi Seria Fundația a lui Isaac Asimov, Seria Dune a lui Frank Herbert și nuvelizările Robotech de Jack McKinney folosesc citate din istoria viitoare imaginată a poveștilor lor.
- Literatura fantasy poate include, de asemenea, epigrafe. Seria Terramare a Ursulei K. Le Guin include epigrafe se presupune a face parte din poezia epică a arhipelagului Terramare.
- Cartea The Book of Counted Sorrows a lui Dean Koontz a fost inițial o carte ficțională de poezii din care Koontz ar fi „citat” atunci când nu avea disponibile ale opțiuni; Koontz a scris toate aceste epigrafe el însuși. Mulți fani au crezut că era vorba de un volum real, dar rar; Koontz a adunat mai târziu versurile existente într-o carte reală.[5]
- The Eyre Affair, romanul de debut al lui Jasper Fforde, are citate din presupusele viitoare romane referitoare la acțiunea cărții.
- Prima și ultima carte din seria de romane Star Trek Rihannsu a Dianei Duane conțin citate din volumul de poezii Lays of Ancient Rome cu epigrafe imaginate din literatura romulană.
- Jumătatea întunecată a lui Stephen King conține epigrafe luate din romanele fictive scrise de către protagonist.
- Filmul Talladega Nights: The Ballad of Ricky Bobby începe cu un citat fictiv atribuit lui Eleanor Roosevelt pentru a crea un efect comic.